# Жмеринка
Жмеринка (укр. Жмеринка) град је Украјини у Виничкој области. Према процени из 2024. у граду је живело 35.452 становника.

## Становништво
Према процени, у граду је 2012. живело 35.452 становника.
| 1979.  | 1989.  | 2001.  | 2012.  |
| ------ | ------ | ------ | ------ |
| 38.364 | 41.080 | 37.349 | 35.452 |

## Градови побратими
- Шаки
- Скаржиско-Камјена